# Championnat d'Amérique du Sud féminin de volley-ball 1977
Navigation
Édition précédente Édition suivante
Le 12e championnat d'Amérique du Sud de volley-ball féminin s'est déroulé en 1977 à Lima, Pérou. Il a mis aux prises les huit meilleures équipes continentales.

## Équipes présentes
- Argentine
- Bolivie
- Brésil
- Chili
- Équateur
- Paraguay
- Pérou
- Venezuela

## Classement final
| Place              | Équipe    |
| ------------------ | --------- |
| Médaille d'or      | Pérou     |
| Médaille d'argent  | Brésil    |
| Médaille de bronze | Argentine |
| 4                  | Chili     |
| 5                  | Bolivie   |
| 6                  | Paraguay  |
| 7                  | Venezuela |
| 8                  | Équateur  |